# Melechovo (Oblast' di Vladimir)
Melechovo (in russo Мелехово?) è una cittadina della Russia europea centrale, situata nella oblast' di Vladimir; appartiene amministrativamente al rajon Kovrovskij.